# Kjell Johansson
Kjell Johansson es un exjugador de tenis nacido el 12 de febrero de 1951 en Delasjofors, Suecia. Su juego es diestro. Consiguió un título ATP en individuales el año 1978. Su mejor ranking en individuales fue 49.º del mundo.

## Títulos (1)

### Individuales (1)
| Leyenda                |
| Grand Slam (0)         |
| Tennis Masters Cup (0) |
| ATP Masters Series (0) |
| ATP Tour (1)           |

| N.º | Fecha              | Torneo         | Superficie    | Oponente en la final         | Resultado |
| --- | ------------------ | -------------- | ------------- | ---------------------------- | --------- |
| 1.  | 5 de marzo de 1978 | Lagos, Nigeria | Tierra batida | Robin Drysdale (Reino Unido) | 9-8 6-3   |

### Finalista en individuales (3)
- 1976: Valencia (pierde ante Manuel Orantes)
- 1977: Helsinki (pierde ante Mark Cox)
- 1978: El Cairo (pierde ante José Higueras)

### Dobles (0)
| Leyenda                |
| Grand Slam (0)         |
| Tennis Masters Cup (0) |
| ATP Masters Series (0) |
| ATP Tour (0)           |

### Finalista en dobles (1)
- 1980: Lagos (junto a Leo Palin, pierden ante Tony Graham y Bruce Nichols)